# Edamame
Edamame (jap. 枝豆 eda-mame) – gotowane w strączkach ziarna młodej fasoli sojowej (Glycine max.).

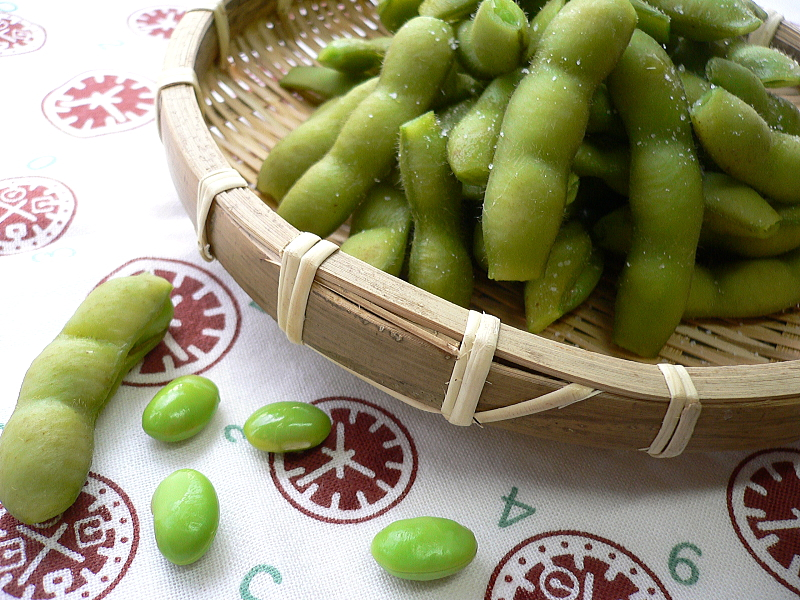
Edamame

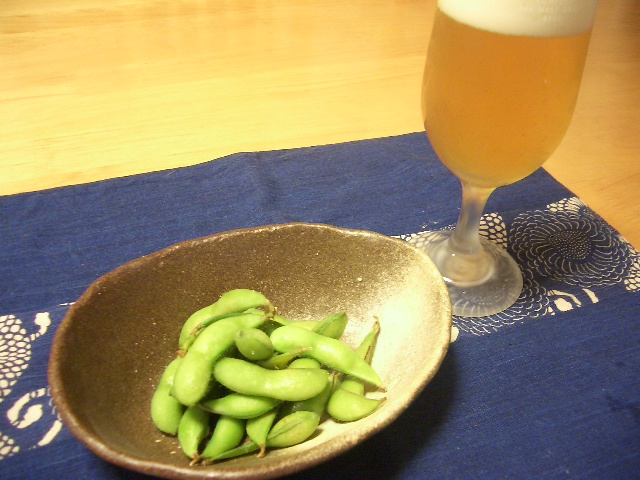
Przystawka do piwa

Edamame to rodzaj japońskiego dania z niedojrzałych ziaren soi w strąkach, gotowanych w wodzie lub na parze. Częsty dodatek do potraw pochodzenia rodzimego (washoku, nihon-ryōri, nihon-shoku) lub przystawka do napojów alkoholowych, jak piwo czy shōchū.